# Gnamptogenys biroi
Gnamptogenys biroi é uma espécie de formiga do gênero Gnamptogenys.